# 瓦迪斯瓦夫·舒什凯维奇
瓦迪斯瓦夫·舒什凯维奇（波蘭語：Władysław Szuszkiewicz，1938年11月12日—2007年11月14日），波兰男子皮划艇运动员。他曾代表波兰参加1964年、1968年和1972年夏季奥林匹克运动会皮划艇比赛，获得一枚铜牌。